# Riu Glorieta
El Riu de Glorieta és un afluent de la riba dreta del Francolí. Neix a Mont-ral, a les Muntanyes de Prades, transcorre sec en la major part del tram inferior i travessa la vila d'Alcover abans de desembocar al terme municipal d'el Morell, sense sortir gairebé mai de la comarca de l'Alt Camp.

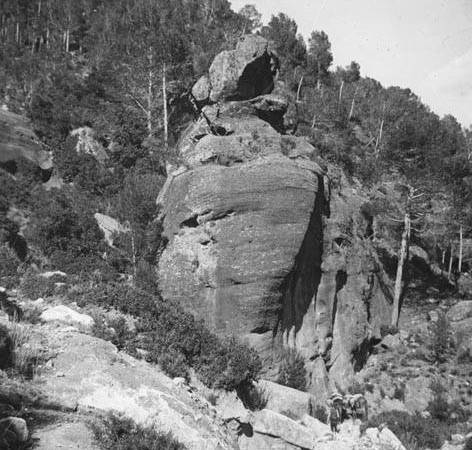
Roca de l'Ós vora el riu Glorieta (imatge dels voltants de 1890)

Un dels llocs més concorreguts del riu és el toll anomenat Niu de l'Àliga. Abans dels aiguats del 1994 el salt d'aigua feia el doble d'alçada de l'actual. Aquest toll és a prop d'una antiga central hidroelèctrica del Glorieta que entre l'any 1903 i els anys quaranta va abastir de corrent elèctric Alcover i la Selva del Camp.
Al llarg del recorregut del riu s'hi poden trobar els molins Nous, els masos de Mont-ravà, de Tarrés i de Forès, els molins de Capellans, l'ermita de la Mare de Déu del Remei, el mas de Gaspar, el mas de la Cuca, els molins de Piroi, el mas de Simonet, el molí Nou i el mas de Raspall.
El Glorieta travessa les poblacions d'Alcover, el Rourell, Vilallonga del Camp i Mont-ral.

## Principals afluents
- Riu Micanyo o Barranc de l'Albiol
- Barranc de la Font de l'Om
- Torrent d'en Ferreró
- Torrent de les Bruixes
- Barranc de Camps